# Kira Kirsch
Kira Kirsch (geboren 1972 in Saarbrücken) ist eine deutsche Dramaturgin. Seit 2015 leitet sie das brut Wien, eine Spielstätte der freien Szene.

## Leben
Sie studierte Theaterwissenschaft in Paris, Mainz, Glasgow und Berlin.
Berufliche Stationen waren Projektmanagement für das Haus der Architektur in Graz, Dramaturgie und Planung für das deutsche Festival Theater der Welt und das Landestheater Schwaben, Aufnahmeleitung für den Saarländischen Rundfunk, Veranstaltungskonzeption beim BBK Berlin, weiter freie Kunst- und Theaterprojekte.
2005 zählte sie zu den Gründern des monothematischen Magazins BOB.
Von 2007 bis 2015 arbeitete Kirsch beim Gegenwartskunstfestival steirischer herbst in Graz. Anfangs war sie als Dramaturgin in den Bereichen Theater und Performance tätig (und auch für die Clubkonzerte zuständig), ab November 2012 fungierte sie als Leitende Dramaturgin des Festivals.
Gemeinsam mit Florian Malzacher, Anne Faucheret, Veronica Kaup-Hasler, Andreas R. Peternell und Johanna Rainer war sie 2014 Mitherausgeberin des Readers Truth is Concrete. A Handbook for Artistic Strategies in Real Politics, der sich mit politisch engagierter Kunst und Aktivismus auf internationaler Ebene befasste.
Seit 2015 fungiert sie als Künstlerische Leiterin und Geschäftsführerin von brut Wien, einer Produktions- und Spielstätte für die freie Szene – österreichisch und international – in Theater, Performance und Tanz. Im Mai 2016 stellte sie das Theater als Verhandlungsraum für das Kapitalismustribunal zur Verfügung. Das Tribunal wurde vom Berliner Projekt Haus Bartleby konzipiert und veranstaltet.
Kira Kirsch wird ab 2025 die Leitung des Festival Perspectives übernehmen. Sie hatte sich im Bewerbungsverfahren gegen 20 andere Kandidaten durchgesetzt. Im Juni 2025 wurde bekanntgegeben, dass ihr ab der Saison 2026/27 Tomasz Kirenczuk als Leiter von brut Wien nachfolgen soll.

## Publikation
- (Mitherausgeber): Truth is Concrete. A Handbook for Artistic Strategies in Real Politics, Sternberg Press, April 2014, 336 Seiten